# کتیبه پهلوی تنگ خشک سیوند
کتیبه پهلوی تنگ خشک سیوند، این کتیبه نخستین سندی است که در آن از سیوند نام برده شده‌است و در آن چگونگی ساخت تخت جمشید شرح داده شده‌است این اثر در تاریخ ۷ مهر۱۳۵۴بشماره ۱۱۱۱در فهرست آثار ملی به ثبت رسیده است. این اثر در کنار سیوند خرابه و گورستان صفوی سیوند و در ۲۰۰متری سیوند کنونی بردامنه‌های کوه‌های سیوند واقع شده‌است.
درزبان سیوندی به آن کتیبه تنگه فشک گفته می‌شود.